# РБУ-6000
РБУ-6000 (сокр. от «Реактивно-бомбомётная установка — 6000», наименование — «Смерч-2») — советский реактивный морской бомбомёт со стационарной наводящейся в двух плоскостях установкой с двенадцатью радиально расположенными стволами. Предназначен для уничтожения подводных лодок и атакующих торпед противника.
Реактивно-бомбомётная система была разработана НИИ-1 (главный конструктор В. А. Масталыгин), принята на вооружение ВМФ СССР в 1961 году. Производство было организовано на Заводе № 9.

## Описание
Система «Смерч-2» имеет дистанционно наводящуюся пусковую установку РБУ-6000, заряжающее устройство, глубинные бомбы РГБ-60 со взрывателем УДВ-60, систему приборов управления стрельбой бомбомётов (ПУСБ) «Буря» с приставкой «Зуммер». Система ПУСБ «Буря» управляет огнём до четырёх РБУ-6000. Время реакции с момента обнаружения подводной лодки до начала стрельбы 1—2 минуты.
Под установкой в подпалубном помещении размещается погреб с глубинными бомбами. Заряжание и разряжание пакета стволов производится с помощью заряжающего устройства, в которое бомбы из погреба подаются специальным подъёмником. Выход обслуживающего персонала на палубу для этой цели не требуется. После заряжания последнего ствола РБУ автоматически возвращается в режим наведения. После израсходования всех бомб она также автоматически переходит в положение «заряжание» — пакет стволов опускается на угол 90° и разворачивается для заряжания очередного ствола по курсовому углу.
Предельные углы наведения РБУ-6000 в вертикальной плоскости — от −15° до +60°; в горизонтальной плоскости по курсовому углу — от 0° до +180°. Скорость приводов наведения в автоматическом режиме — 30 °/с, в ручном — 4 °/с. Боевое применение установки возможно при волнении моря до восьми баллов.
На кораблях различных проектов целеуказание установкам РБУ-6000 вместо ПУСБ «Буря» могло также осуществляться от комплекса приборов управления стрельбой противолодочным оружием «Пурга», корабельных гидроакустических станций (ГАС) или от системы «Дозор-Тюльпан». От ГАС пеленг и дистанция до подводной лодки передавались в систему ПУСБ, которая вырабатывала углы горизонтального и вертикального наведения РБУ.
Электрические силовые приводы наводят установку на цель по непрерывно вычисляемым углам и удерживают на этих углах при стрельбе.

## РПК-8
«Запад» (РПК-8) — глубокая модернизация РБУ-6000, противолодочный ракетный комплекс с радиусом действия до 4,3 км, в котором применяются новые противолодочные ракеты 90Р с подводным самонаводящимся снарядом.